# Colobothea parcens
Colobothea parcens là một loài bọ cánh cứng trong họ Cerambycidae.